# Radofin Electronics Limited AQUARIUS 2
Radofin Electronics Limited AQUARIUS 2 (AQUARIUS 2) је кућни рачунар фирме Radofin Electronics Limited који је почео да се производи у САД током 1984. године.
Користио је Zilog Z80A микропроцесорску јединицу а РАМ меморија рачунара је имала капацитет од 20 KB (4 KB и проширење 16 KB, до 52 KB).

## Детаљни подаци
Детаљнији подаци о рачунару AQUARIUS 2 су дати у табели испод.
|                       |                                              |
| [ 1 ]                 |                                              |
| Произвођач            |                                              |
| Тип                   | кућни рачунар                                |
| Меморија              | 20 (4 и проширење 16 KB, до 52 )             |
| Поријекло             | Сједињене Америчке Државе                    |
| Година                | 1984                                         |
| Тастатура             | механичка, 49 тастера                        |
| Процесор              |                                              |
| Фреквенција процесора | 3,5                                          |
| RAM                   | 20 (4 и проширење 16 KB, до 52 )             |
| ROM                   | 12                                           |
| Текст                 | 40 стубова x 25 линија                       |
| Графика               | 80 x 72 / 320 x 192 тачака                   |
| Боја                  | 16                                           |
| Звук                  | 1 глас (3 гласа са mini-expander проширењем) |
| Димензије             | 35 (ширина) x 20,5 (дубина) x 5,8 (висина)   |
| Портови               |                                              |
| Оперативни систем     | [[]]                                         |